# Nacho Castillo
Ignacio Castillo Ameyugo (Miranda de Ebro, 3 de julio del 2000) es un futbolista español que juega como centrocampista en la Sociedad Deportiva Ponferradina, S. A. D de la Primera Federación.

## Trayectoria
Nacido en Miranda de Ebro, se forma como futbolista en el Deportivo Alavés, debutando con el filial el 31 de marzo de 2019 al partir como titular en una victoria por 2-0 frente al Club Portugalete en la Tercera División. En julio asciende al segundo filial del club, el CD San Ignacio de la cuarta categoría nacional. Finalmente, se convierte en jugador del primer filial alavesista en 2021 para jugar la Tercera Federación.
En julio de 2022 firma por el CD Mirandés, club de su ciudad, para jugar en su filial en la Tercera Federación. Logra debutar con el primer equipo el 13 de agosto del mismo año al entrar como suplente en la segunda mitad en un empate por 1-1 frente al Sporting de Gijón en la Segunda División de España.

## Clubes
Actualizado al último partido disputado el 25 Mayo de 2024
| Club                 | País   | Año        | Partidos | Goles |
| -------------------- | ------ | ---------- | -------- | ----- |
| CD San Ignacio       | España | 2019-2021  | 39       | 2     |
| Deportivo Alavés "B" | España | 2019-2022  | 28       | 2     |
| CD Mirandés "B"      | España | 2022-2023. | 21       | 8     |
| CD Mirandés          | España | 2022-2023. | 8        | 0     |
| CD Teruel            | España | 2023-2024  | 38       | 2     |